# Dublin Dan
Dublin Dan è un cortometraggio muto del 1912 diretto da Edward Warren e, non accreditato, Herbert Blaché.

## Produzione
Il film fu prodotto dalla Solax Film Company.

## Distribuzione
Distribuito dalla Film Supply Company, il film - un cortometraggio di una bobina - uscì nelle sale cinematografiche USA nel settembre 1912.